# Karl Böttcher (Jurist)
Karl Böttcher (* 27. Januar 1905 in Wien; † 24. Juni 1963 in Hamburg) war ein deutscher Jurist und Versicherungsvertreter.

## Leben
Böttcher war Sohn des Wiener Rechtsanwalts und Notars Alexander Böttcher und ein Urenkel des Kasseler Mathematiklehrers Karl Buderus. Er studierte an der Philipps-Universität Marburg Rechtswissenschaft. Am 29. November 1924 wurde er im Corps Teutonia zu Marburg recipiert. Als Inaktiver war er zwischenzeitlich an der Ludwig-Maximilians-Universität München. Nachdem er in Marburg 1928 das Referendar- und 1933 das Assessorexamen bestanden hatte, war er zwei Jahre Rechtsanwalt in Marburg. In die innere Verwaltung des Freistaats Preußen getreten, war er 1935–1938  beim Landratsamt des Kreises Oststernberg in Zielenzig, Neumark, und (als Regierungsrat) beim Oberpräsidenten der Provinz Brandenburg in Berlin. Im August 1938 wurde er kommissarisch, im März 1939 endgültig zum Landrat im Landkreis Melsungen ernannt. Zwei Jahre später wurde er als Ministerialrat in das Reichsministerium des Innern berufen. Ab 1945 lebte er als Handelsvertreter in Lesumstotel. 1947 wurde er dort Bezirksdirektor der Allianz und der Nürnberger Versicherung. Aus der 1933 geschlossenen Ehe mit Marga Ahrens gingen zwei Söhne und eine Tochter hervor. Er war ein Onkel von Hans-Hermann Böttcher, Vorstand von Landesbanken.